# The Famous Carnegie Hall Concert 1938
The Famous Carnegie Hall Concert 1938 ist ein Jazzalbum des Swing-Klarinettisten und Bandleaders Benny Goodman. Es enthält die Aufnahmen des Konzerts vom 16. Januar 1938 in der New Yorker Carnegie Hall. Unter diesem Titel erschien 1950 in den USA eine Doppel-LP bei Columbia Records, in Deutschland in den 1950er Jahren bei Philips.

## Vorgeschichte des Konzerts
Fälschlicherweise wurde dieses Konzert oft als erster Auftritt eines Jazzmusikers überhaupt in der Carnegie Hall bezeichnet; es gab jedoch dort schon vorher Jazz-Konzerte.
Zu einem historischen Ereignis wurde der Auftritt von Benny Goodman und seiner Big Band aber durch die damals bereits recht klangvollen Namen der teilnehmenden Musiker und auch der zahlreichen Gastmusiker, obwohl die legendäre Carnegie Hall sonst eher „höheren“ Kunstformen – in erster Linie natürlich der klassischen Musik – vorbehalten war und Jazz zu jener Zeit immer noch in vielen Bevölkerungsschichten als anrüchig, roh und irgendwie „schmutzig“ galt. Auch die Musiker empfanden das so. So sagte Harry James vor dem Betreten der Bühne: „Ich fühle mich wie eine Hure in der Kirche.“

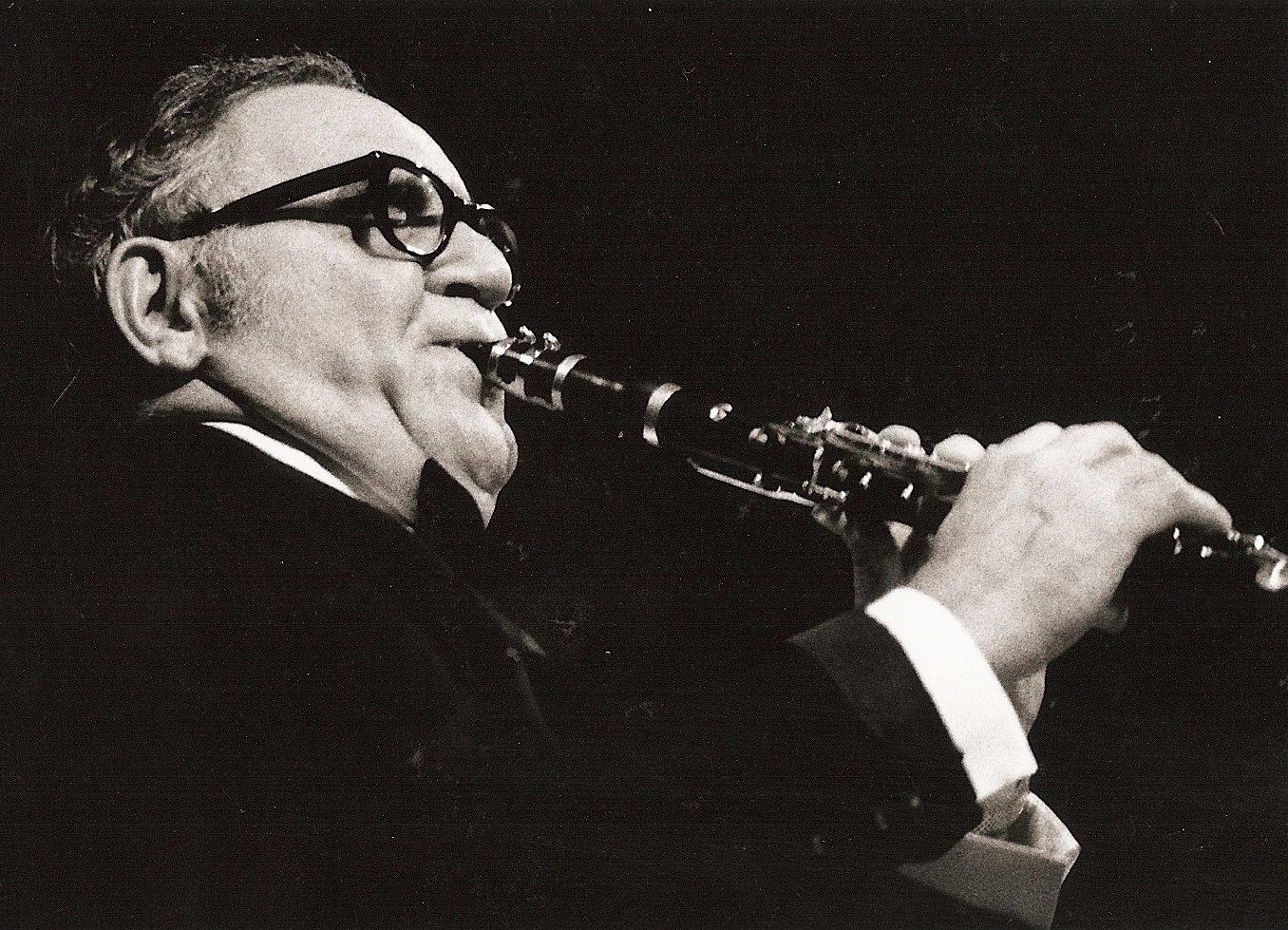
Benny Goodman mit seiner Klarinette

Man entschied zunächst, das Konzert solle das übliche Goodman-Repertoire enthalten. Der Mitveranstalter Irving Kolodin schlug Benny aber vor, außerdem eine musikalische Jazzgeschichte zu präsentieren, in der Beispiele für den frühen Dixieland, Neufassungen berühmter Louis-Armstrong- oder Bix-Beiderbecke-Soli, eine Duke-Ellington-Nummer und ähnliches erklingen sollten. Da Ellingtons Musiker dessen Musik am besten interpretieren konnten, engagierte man daher Johnny Hodges, Cootie Williams und Harry Carney für die entsprechende Nummer (Jam Session); Duke Ellington selbst war jedoch nicht bereit, neben Goodman die zweite Geige zu spielen. John Hammond brachte stattdessen Count Basie und einige seiner Musiker (wie Lester Young, Freddie Green, Walter Page) ins Programm.
Die Erwartungen an das Konzert waren von der Presse hochgetrieben worden, so dass die Musiker sehr aufgeregt waren. Das Jazz-Magazin Down Beat vom Februar 1938 schrieb: Benny, bleich wie ein Greis, ermahnte alle, zusammen rauszugehen, und die Jungen stießen einander durch die Bühnenflügel, die voll waren mit Photographen, Musikern, Zuhörern mit Plätzen auf der Bühne (...) und der Presse. Olin Downes, der Rezensent der New York Times, berichtete: „Aufregung lag in der Luft, eine fast elektrische Spannung“.

## Das Konzert in der Carnegie Hall
Goodman eröffnete das Konzert mit einem Titel, der ursprünglich von Edgar Sampson für das Chick Webb Orchester geschrieben und von ihm für die Goodman Band arrangiert worden war: Don’t Be That Way. Durch den Erfolg des Konzerts wurde es zu einem Goodman-Klassiker.
Der Mitveranstalter Irving Kolodin schrieb dazu in den liner notes: „Die spätere Popularität, die Plattenumsätze und nicht zuletzt die Aufnahme beim Publikum rechtfertigten Bennys Entschluss, gerade diese Nummer als 'Eisbrecher' an den Anfang zu stellen.“
Der dem zweiten Titel Sometimes I’m Happy folgende One O´Clock Jump galt dem anwesenden Swing-Kollegen Count Basie. Danach folgte ein Medley der Jazzgeschichte („Twenty Years Of Jazz“), was Kolodins Idee war und nicht zu überzeugen vermochte: I´m Coming Virginia sollte den Geist des verstorbenen Leon Bix Beiderbecke wieder aufleben lassen. Bobby Hacketts Version des Beiderbecke-Solos wird als gelungen betrachtet. Die Nachahmung der Original Dixieland Jass Band (Dixieland One Step) und von Ted Lewis (When My Baby Smiles At Me) verkam aber zur reinen Parodie. Es folgten Shine als Louis Armstrong Hommage, Blue Reverie als Verbeugung vor dem Duke und Life Goes To A Party, wo Gene Krupa und Harry James ihre großen Auftritte haben. Die zeitgenössische Kritik hob besonders die Bedeutung des Schlagzeugers Gene Krupa, dessen spektakuläre Soloeinlagen im Verlaufe des Abends mehrfachen Spontanapplaus bewirkten, für den Erfolg des Konzerts hervor.
Die anschließende Jam Session (Honeysuckle Rose), bei der Johnny Hodges, Count Basie und seine Musiker mitwirken, verlief ziemlich chaotisch: Lediglich der Solo-Part von Lester Young konnte überzeugen; es waren einfach zu viele Musiker an der Session beteiligt.
Nun bot die Benny Goodman Band ihr bekanntes Programm: In der Trio-Besetzung Goodman/Krupa/Wilson, die 1935 auf einer Party bei Mildred Bailey zustande gekommen war, spielten sie ihren Hit und späteren Jazzstandard Body and Soul. Es folgen Avalon sowie die Gershwin-Klassiker The Man I Love und I Got Rhythm in Quartett-Besetzung – hinzu kam der Vibraphonist Lionel Hampton, der 1936 bei einer Stegreif-Session mit Wilson und Krupa seinen Einstand gegeben hatte, der Geburtsstunde des Benny Goodman Quartetts.
Bei dem folgenden Blue Skies stieß die Big Band wieder hinzu; es enthält Soli von Vernon Brown, Arthur Rollini und Harry James. Loch Lomond ist Maxine Sullivans Jazz-Bearbeitung des traditionellen schottischen Lieds gleichen Namens. Für das Konzert arrangiert wurde es von Claude Thornhill. Mit Blue Room sollte das beliebte Songwriter-Duo Richard Rodgers und Lorenz Hart geehrt werden. Jimmy Mundy ist der Autor und Arrangeur des folgenden Schlagers Swingtime in the Rockies. Solist ist der Trompeter Ziggy Elman. Bei mir bist du schön (mit der „Frahlich“-Trompeten-Einlage von Ziggy Elman) war 1937/38 der große Hit der Andrews Sisters. Der Song stammte aus einer Show des 2nd Avenue Yiddish Theatres, das von Sholom Secunda geleitet wurde. Der „Frahlich“ (oder auch „Freilach“) wiederum ist ein traditioneller jüdischer Tanz aus dem Umfeld der Klezmer-Musik, der besonders gern auf Hochzeiten gespielt wurde.
Erneut in der Trio-Besetzung (Goodman/Krupa/Wilson) wurde der 1920er Jahre-Schlager China Boy gespielt; es folgten in Quartett-Besetzung – wieder mit Hampton – der Goodman-Hit Stompin’ at the Savoy und Dizzy Spells, ein Klassiker aus dem Goodman-Repertoire. Dieses Stück wurde (ähnlich wie A Sm-o-oth One, Pous 1 / 2, Air Mail Special) in Sessions aus Improvisationen entwickelt.
Sing, Sing, Sing von Louis Prima war die Schlussnummer des Konzerts. Jimmy Mundys Arrangement führte zum Erfolg des Stücks. Mundy hatte den Prima-Stil so weit verändert, dass nur kleine Ähnlichkeiten mit dem Original zu erkennen waren, und es mit dem Fletcher-Henderson-Stück Christopher Columbus verbunden. Als es nach Goodmans Solo so aussieht, das Stück und der Abend wären zu Ende, fällt Jess Stacy mit einem grandiosen, von Gene Krupa atmosphärisch dicht untermalten Solo von Neuem in die Tasten. Als Zugabe wird Big John’s Special gespielt; ein Stück aus dem Repertoire der Fletcher-Henderson-Band aus den frühen 1930er Jahren. Goodman gab dem Song neue Popularität. Der Titel ist ein Nachruf auf einen damals bekannten New Yorker Barkeeper namens Big John Elman. Goodman und James spielten die Soli.
Benny Goodman äußerte sich später zu Nat Hentoff: „Das berühmte Konzert in der Carnegie Hall war ein ungeheures Erlebnis, weil es mehr war als bloß ein Konzert. Es hatte besondere Bedeutung. Da gingen ein paar Musiker auf die Bühne und spielten Melodien von (George und Ira) Gershwin, (Irving) Berlin und (Jerome) Kern in Arrangements von Fletcher (Henderson) und Edgar Sampson, standen auf und spielten ihre Chorusse so, wie sie sie spielen wollten; jeder von ihnen war ganz er selbst und nichts sonst, und es gelang ihnen, die Aufmerksamkeit eines so riesigen Publikums zweieinhalb Stunden lang zu fesseln.“

## Nachwirkungen des Carnegie-Hall-Konzerts
Zu den Auswirkungen auf Benny Goodmans Karriere schreibt der Goodman-Biograph Lincoln Collier: „Es sprach sich bald herum, dass die Veranstaltung ein großer Erfolg gewesen war. Der Down Beat widmete dem Konzert eine Titelgeschichte, war, was die Musik betraf, jedoch gemischter Meinung: Die Show sei typisch für Goodmans normales Repertoire gewesen, mit allen Höhen und Tiefen. Kritisiert wurde vor allem die (viel zu lange) Jam-Session mit den Basie-Musikern. Gelobt wurde 'Sing Sing Sing' und der Ellington-Teil.“
Der Werbewert des Konzerts war allerdings unschätzbar. Die meisten Leute dachten, dies sei das erste Swingkonzert; sie kümmerten sich nicht darum, dass es vorher schon Jazzkonzerte gegeben hatte. Der Erfolg brachte ein noch breiteres Interesse an Goodman mit sich. Sein Film 'Hollywood Hotel' lief gerade an, und am 26. Januar spielte er im Paramount. Goodman war nun an der Spitze der amerikanischen Popmusik-Industrie, war zentrale Figur des boomenden neuen Swing und auf dem Weg zur ersten Million.
Der Schlagzeuger Gene Krupa war Goodmans wichtigster Sideman gewesen; der große Erfolg, den er bei Goodman zu verzeichnen hatte, bewog ihn, seine eigene Band zu gründen; nach dem April-Konzert in der Bostoner Symphony Hall verließ er die Band; danach ging der Trompeter Harry James aus der Band; im März 1939 gründete Teddy Wilson seine eigene Gruppe.

## Die Stücke der Doppel-LP

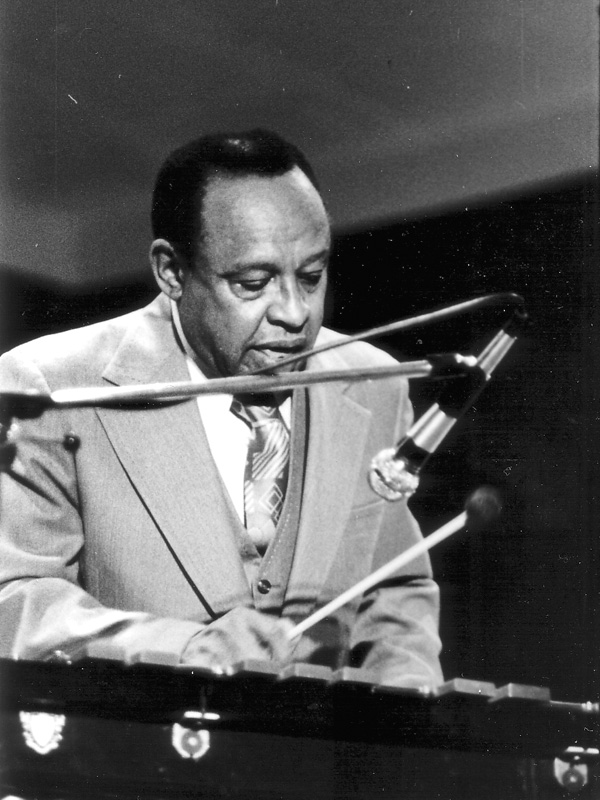
Lionel Hampton 1977 während eines Konzerts in Aachen

1. Don’t Be That Way (Benny Goodman, Edgar Sampson, Mitchel Parish)
2. One O’Clock Jump (William “Count” Basie)
3. Dixieland One Step (Nick LaRocca)
4. I´m Coming Virginia (Will Marion Cook, Donald Heywood)
5. When my Baby Smiles at me (Bill Munro, Andrew Sterling, Ted Lewis, Harry von Tilzer)
6. Shine (Cecil Mac, Lew Brown, Ford Debney)
7. Blue Reverie (Mills, Ellington, Harry Carney)
8. Life Goes to a Party (Harry James, Benny Goodman)
9. Jam Session – Honeysuckle Rose (Thomas “Fats” Waller)
10. Body and Soul (H. Sour, E. Heyman, F. Eyton, Johnny Green)
11. Avalon (Al Jolson, Billy Rose)
12. The Man I Love (George & Ira Gershwin)
13. I Got Rhythm (George & Ira Gershwin)
14. Blue Skies (Irving Berlin)
15. Loch Lomond (trad.)
16. Blue Room (Rodgers, Hart)
17. Swingtime in the Rockies (Goodman, James Mundy)
18. Bei Mir Bist Du Schoen (Jacob Jacobs, Sholom Secunda, Sammy Cahn, Saul Chaplin)
19. China Boy (Dick Winfree/ Phil Boutelie)
20. Stompin’ at the Savoy (Benny Goodman/ Chick Webb/ Edgar Sampson)
21. Dizzy Spells (Goodman/ Wilson/ Hampton)
22. Sing Sing Sing (Louis Prima)
23. Big John’s Special (Horace Henderson)

## Stücke der Doppel-CD

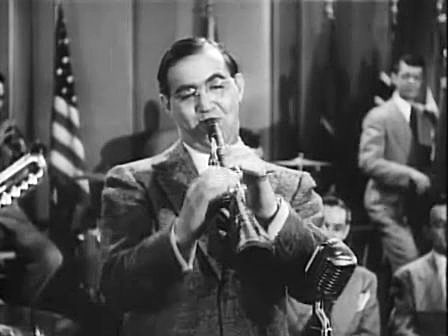
Benny Goodman im Film Stage Door Canteen (1943)

### Disc 1
1. Einleitung von Benny Goodman (1950 aufgenommen)[8] 0:22
2. Don’t Be That Way Edgar Sampson, Benny Goodman, Mitchell Parish 4:12
3. Sometimes I’m Happy Vincent Youmans, Irving Caesar, Clifford Grey 4:13
4. One O’Clock Jump Eddie Durham, Buster Smith 6:47
5. Applaus – Wechsel zu 20 Jahre Jazz 0:41
6. Sensation Rag Ed „Daddy“ Edwards 1:12
7. I'm Coming Virginia Will Marion Cook, Donald Heywood 2:15
8. When My Baby Smiles at Me Bill Munro, Andrew Sterling, Ted Lewis, Harry von Tilzer 0:52
9. Shine Cecil Mack, Ford Dabney, Lew Brown 0:55
10. Blue Reverie Duke Ellington, Harry Carney 3:32
11. Applaus - Wechsel zurück zum Goodman Orchestra 0:22
12. Life Goes to A Party Harry James, Benny Goodman 4:05
13. Vorbereitung zur Jamsession 0:40
14. Honeysuckle Rose Fats Waller, Andy Razaf 16:42
  - Solos: Young, Basie, Clayton, Hodges, Rhythmusgruppe (Basie, Green, Page, Krupa), Carney, B. Goodman, James, Young, Clayton
15. Applaus und Vorbereitung für BGs kleine Besetzung 1:00
16. Body and Soul Johnny Green, Edward Heyman, Robert Sour, Frank Eyton 3:10
17. Applaus als Lionel Hampton die Bühne betrat 0:27
18. Avalon Vincent Rose, B.G. DeSylva, Al Jolson 4:04
19. The Man I Love George Gershwin, Ira Gershwin 3:27
20. I Got Rhythm George Gershwin, Ira Gershwin 4:40
21. Pause 0:06

### Disc 2
1. Blue Skies Irving Berlin 3:14
2. Loch Lomond traditionell 3:04

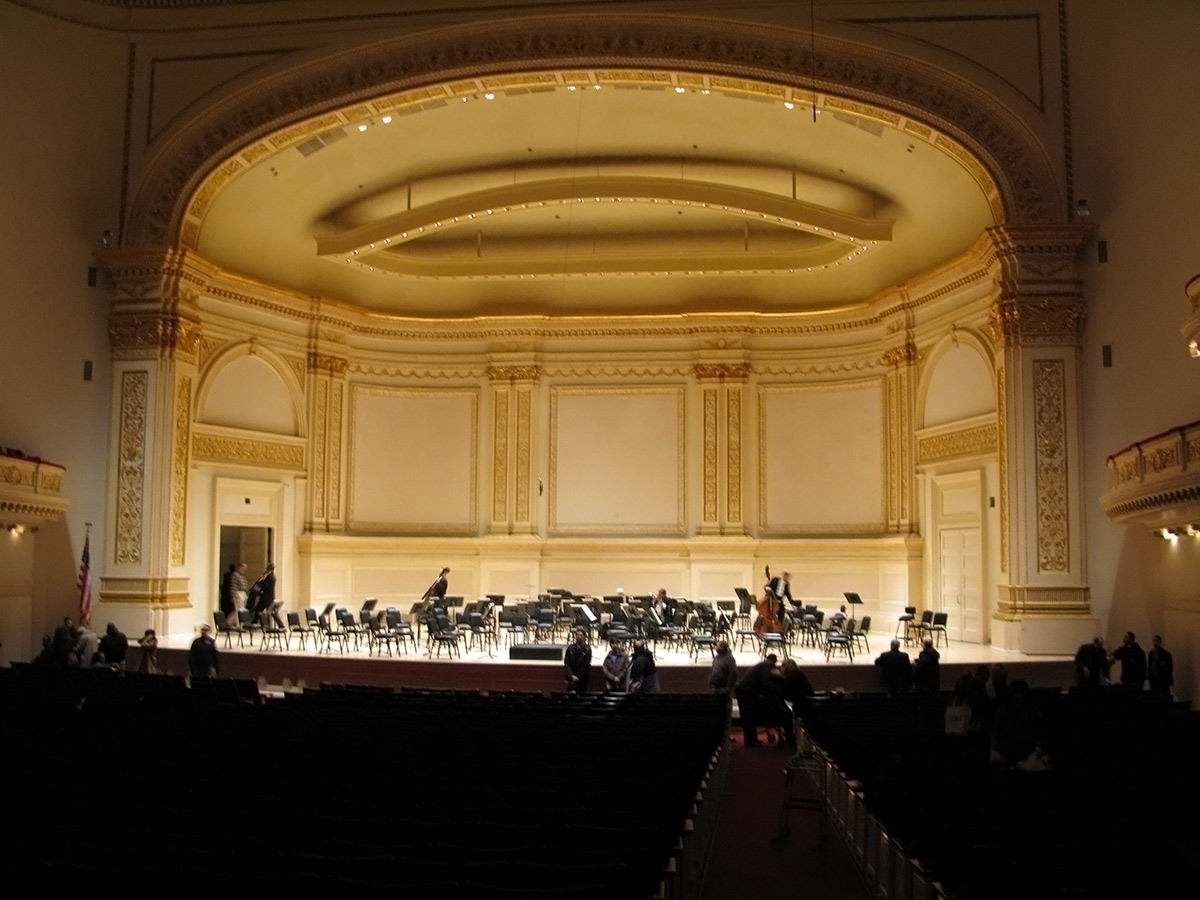
Konzertraum

3. Applaus – BG’s „Es gibt keine Zugaben“-Ankündigung 1:14
4. Blue Room Richard Rodgers, Lorenz Hart 2:36
5. Swingtime in the Rockies Jimmy Mundy, Benny Goodman 2:38
6. Applaus und Martha Tilton kommt wieder 0:21
7. Bei Mir Bist Du Schoen Sholom Secunda, Jacob Jacobs, Sammy Cahn, Saul Chaplin 3:54
8. Applaus – Vorbereitung für BGs kleine Besetzung 0:32
9. China Boy Dick Winfree, Phil Boutelje 4:45
10. Stompin’ at the Savoy Edgar Sampson, Benny Goodman, Chick Webb 5:55
11. Applaus und Fortgang mit BGs Quartett 0:24
12. Dizzy Spells Benny Goodman, Lionel Hampton, Teddy Wilson 5:37
13. Applaus und Wechsel zurück zum Orchester 0:41
14. Sing, Sing, Sing (With a Swing) Louis Prima 12:02
15. Applaus bis zur Zugabe(!) 1:03
16. If Dreams Come True Edgar Sampson, Benny Goodman, Irving Mills 2:34
17. Applaus für die zweite Zugabe 0:21
18. Big John's Special Horace Henderson 3:41
19. Pausenspur 0:06
20. Introduction (recorded 1950) 0:26
21. Don't Be That Way (recorded 1950) 0:18
22. Twenty Years of Jazz (recorded 1950) 0:15
23. Blue Reverie (recorded 1950) 0:24
24. Life Goes to a Party (recorded 1950) 0:27
25. Body and Soul (recorded 1950) 0:45
26. Avalon (recorded 1950) 0:23
27. Swingtime in the Rockies (recorded 1950) 0:17
28. Conclusion (recorded 1950) 0:15

## Die Musiker des Konzerts

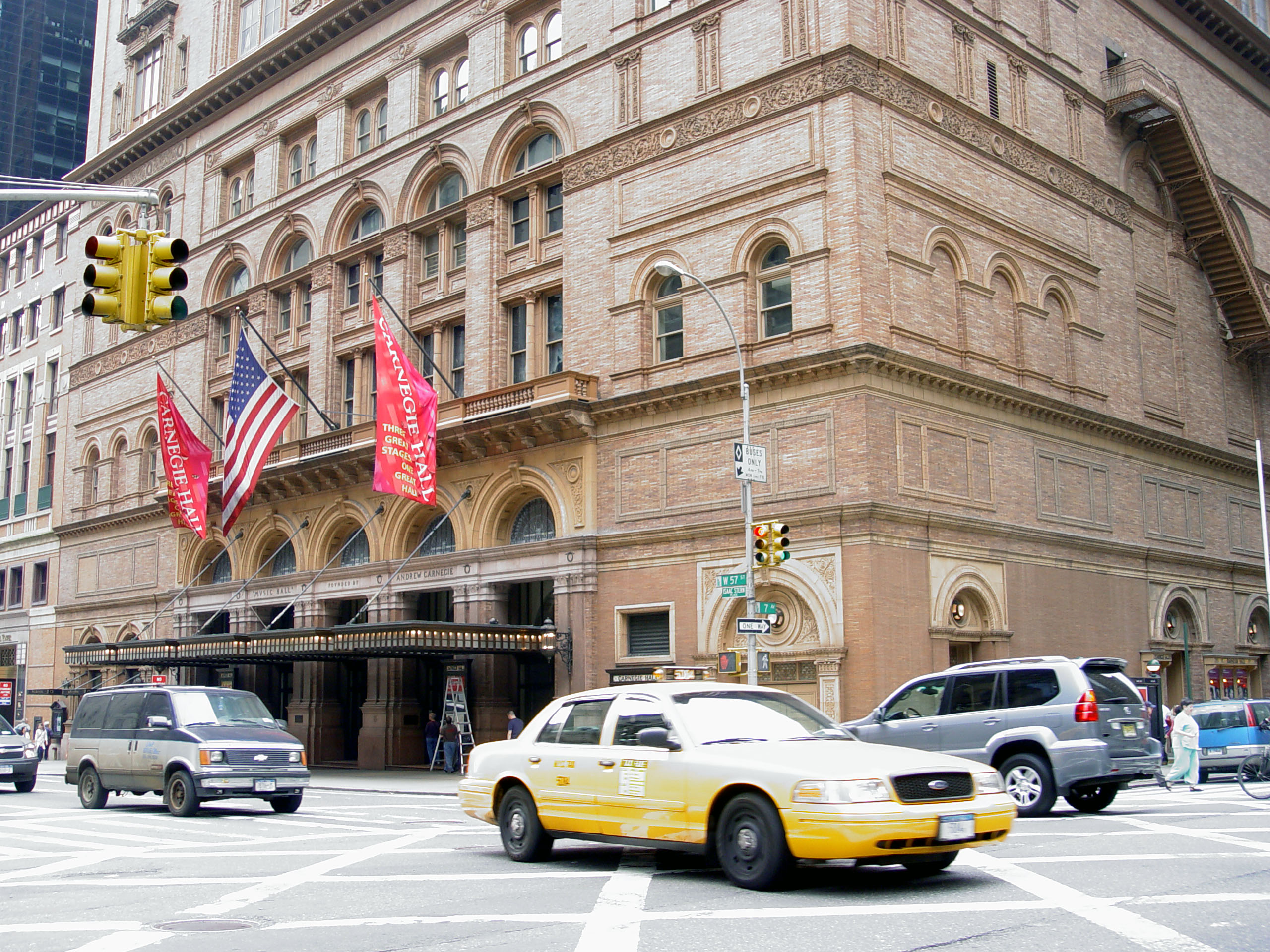
Haupteingang der Carnegie Hall

### Das Benny Goodman Orchestra
- Benny Goodman, Klarinette, Gesang, und Bandleader
- Chris Griffin, Ziggy Elman, Harry James, Trompete
- Red Ballard, Vernon Brown, Posaune
- George Koenig, Art Rollini, Babe Russin, Hymie Schertzer, Saxophone
- Jess Stacy, Klavier
- Teddy Wilson, piano (BG Trio und Quartett)
- Lionel Hampton, Vibraphon (BG Quartett)
- Allan Reuss, Gitarre
- Harry Goodman, Bass
- Gene Krupa, Schlagzeug
- Martha Tilton, Gesang

### Zusätzliche Musiker
- Count Basie, Klavier
- Harry Carney, Baritonsaxophon
- Cootie Williams, Trompete
- Buck Clayton, Trompete
- Freddie Green, Gitarre
- Bobby Hackett, Cornet
- Johnny Hodges, Altsaxophon
- Walter Page, Bass
- Lester Young, Tenorsaxophon

## Geschichte des Albums
Das Konzert wurde mitgeschnitten, obgleich es weder eine Rundfunkübertragung gab noch eine Aufnahme des Konzerts durch die Veranstalter geplant war. Albert Marx, Plattenproduzent für Brunswick Records und der Ehemann Helen Wards, der ersten Sängerin in Goodmans Band, machte jedoch eine Aufnahme, wobei er die Tontechnik der Carnegie Hall und des Columbia Broadcasting System nutzte. 28 Azetat-Platten wurden bespielt. Marx überließ Goodman eine Kopie der Platten. 1950, nach dem Umzug Goodmans (von seiner langjährigen Wohnung in der 1155 Park Avenue nach 200 East 66th Street) übernahm seine Schwägerin Rachael die Wohnung und fand in einem versteckten Schrank eine Blechkiste mit den Azetaten. Nach der Aushändigung an Goodman hörte dieser gemeinsam mit John Hammond die Mitschnitte an, und sie entdecken deren Potenzial. Daraufhin boten sie Capitol Records die Aufnahmen an, die jedoch ablehnte. Ein zweites Angebot erfolgte an Ted Wallerstein, den Präsidenten von Columbia Records. Darauf wurden die Aufnahmen gekauft und durch Howard Scott und George Avakian produziert. Nach dem Mastering am 25. September 1950 wird das Album am 13. November 1950 als erste Doppel-LP überhaupt veröffentlicht.

## Rezeption
Bruce Eder bewertete das Doppelalbum (1987) bei Allmusic mit der Höchstnote von fünf Sternen; die Versionen von Don't Be That Way, Sing Sing Sing und des One O'Clock Jump seien „unschätzbar“ (und wohl auch im Falle der ersten beiden Titel definitiv).
Jack Sohmer schrieb zur Edition Benny Goodman at Carnegie Hall-1938: Complete bei JazzTimes: Zum berühmtesten Konzert in der Geschichte des Jazz wird der Auftritt des Benny Goodman Orchestra am 16. Januar 1938 in der Carnegie Hall nicht nur als der unerhörte Coup für den Jazz und für einen gemischtrassigen öffentlichen Auftritt, sondern es war auch der Türöffner für weitere Veranstaltungen an dem prestigeträchtigen Ort wie John Hammonds Konzertreihe From Spirituals to Swing (1938/39) mit einem All-star-Aufgebot. Der Autor erwähnt die Ergänzungen der Edition, in Honeysuckle Rose ein Solochorus von Buck Clayton, die nun vollständigen Soli von Harry Carney und Freddie Green sowie die Bigbandnummern Sometimes I'm Happy und Edgar Sampsons If Dreams Come True. Besonders Carneys ausgedehnten Soloimprovisationen wären hier besser dargestellt als in vielen Aufnahmen des Duke Ellington Orchestra. Höhepunkt der Minisuite Twenty Years of Jazz sei Ellingtons Blue Reverie, mit Johnny Hodges' meisterhaftem Spiel auf einem Bechet-inspiriertem Sopransaxophon, sowie Carneys breit-tönendes Bariton und Cootie Williams' Plunger-Trompete.

### Editionsgeschichte
Spätere LP und CD-Ausgaben variieren in den Titel-Angaben
- Benny Goodman At Carnegie Hall - Complete (Columbia C2K 65143)
- Benny Goodman Live At Carnegie Hall (Columbia/Sony 450983 2)
- Benny Goodman The Famous 1938 Carnegie Hall Jazz Concert (CBS 66202, 1970)

Seit 1999 wird die Doppel-CD unter dem Titel „The Famous 1938 Carnegie Hall Jazz Concert“ vermarktet. Columbia 450983-2 enthält zusätzlich noch den „Sensation Rag“ (mit dem B. Goodman Quartet).